# Šindelová
Šindelová (in tedesco Schindlwald) è un comune della Repubblica Ceca facente parte del distretto di Sokolov, nella regione di Karlovy Vary.

## Geografia fisica
Šindelová si trova nella parte boema dei Monti Metalliferi. È bagnata dal torrente Rotava.